# Вимербю (община)
Община Вимербю (на шведски: Vimmerby kommun) е административна единица, разположена на територията на лен Калмар, южна Швеция. Притежава обща площ 1226 km2 и население 15 287 души (към 31 декември 2013). На север граничи с община Шинда от лен Йостерйотланд, на запад с община Юдре от лен Йостерйотланд и община Екшьо от лен Йоншьопинг, на юг с общините Хултсфред и Оскаршхамн от лен Калмар, а на изток с община Вестервик. Административен център на община Вимербю е едноименния град Вимербю.

## Население
Населението на община Вимербю през последните няколко десетилетия е относително постоянно, с лека тенденция към нарастване. Гъстотата на населението е 13,35 д/km2.
| Население на община Вимербю в годините между 1970 и 2010 | Население на община Вимербю в годините между 1970 и 2010 | Население на община Вимербю в годините между 1970 и 2010 | Население на община Вимербю в годините между 1970 и 2010 | Население на община Вимербю в годините между 1970 и 2010 |
| -------------------------------------------------------- | -------------------------------------------------------- | -------------------------------------------------------- | -------------------------------------------------------- | -------------------------------------------------------- |
| Година                                                   |                                                          |                                                          | Население                                                |                                                          |
| 1970                                                     | 1970                                                     |                                                          | 17 126                                                   | 17 126                                                   |
| 1975                                                     | 1975                                                     |                                                          | 16 394                                                   | 16 394                                                   |
| 1980                                                     | 1980                                                     |                                                          | 16 180                                                   | 16 180                                                   |
| 1985                                                     | 1985                                                     |                                                          | 15 702                                                   | 15 702                                                   |
| 1990                                                     | 1990                                                     |                                                          | 15 867                                                   | 15 867                                                   |
| 1995                                                     | 1995                                                     |                                                          | 16 096                                                   | 16 096                                                   |
| 2000                                                     | 2000                                                     |                                                          | 15 776                                                   | 15 776                                                   |
| 2005                                                     | 2005                                                     |                                                          | 15 613                                                   | 15 613                                                   |
| 2010                                                     | 2010                                                     |                                                          | 15 473                                                   | 15 473                                                   |
| Източник: SCB - Преброяване по регион и време            |                                                          |                                                          |                                                          |                                                          |

## Селищни центрове в общината
Селищните центрове (на шведски: tätort) в община Вимербю са 6 и към 31 декември 2010 година имат съответно население:
| # | Селищен център         | Население към 31 декември 2010 |
| - | ---------------------- | ------------------------------ |
| 1 | Вимербю (Vimmerby)     | 7934                           |
| 2 | Сьодра Ви (Södra Vi)   | 1182                           |
| 3 | Стуребру (Storebro)    | 972                            |
| 4 | Гулринген (Gullringen) | 541                            |
| 5 | Фрьодинге (Frödinge)   | 383                            |
| 6 | Туна (Tuna)            | 227                            |

Административният център на община Вимербю е удебелен.
В общината има и няколко много малки населени места (на шведски: småort), които по дефиниция имат население между 50 и 199 души. Такива към дата 31 декември 2005 година са Rumskulla (198 души) и Backa. Има и редица още по-малки селища .